# Hans Piper (Mediziner)

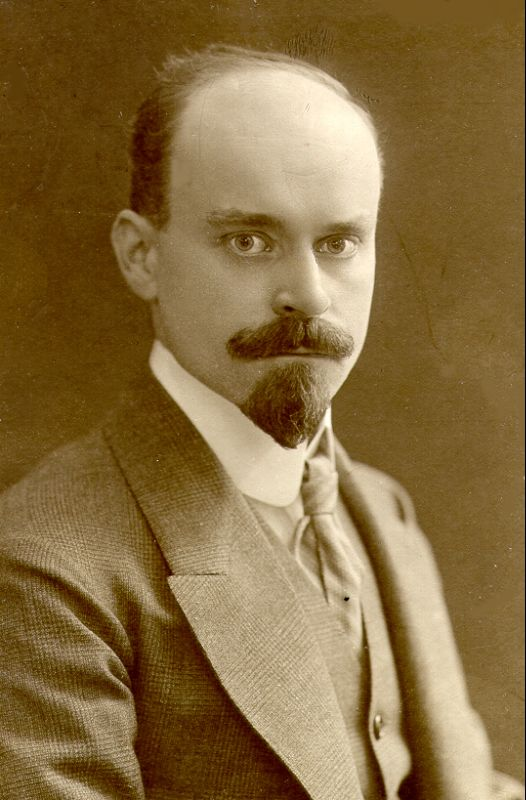
Hans E. Piper, um 1910

Hans Edmund Piper (* 8. Januar 1877 in Altona, Provinz Schleswig-Holstein; † 20. August 1915) war ein deutscher Physiologe.

## Leben und Werk
Hans Piper wuchs in Altona auf, sein Vater Paul Piper (1844–1924) war dort Oberlehrer an einem Realgymnasium. Nach dem Abitur am Christianeum trat Hans Pieper 1895 als Kadett in die Kaiserliche Marine ein. 1896 schied er wegen einer Knieverletzung aus der Marine aus. Anschließend studierte er Medizin in Kiel, München, Freiburg und Berlin. 1902 legte er das Staatsexamen ab.
Als Schüler von Johannes von Kries promovierte Piper 1902 an der Albert-Ludwigs-Universität Freiburg. 1905 habilitierte er sich an der Christian-Albrechts-Universität Kiel. Zunächst als Privatdozent, dann als außerordentlicher Professor für Physiologie leitete er die Physikalische Abteilung des Physiologischen Instituts der Friedrich-Wilhelms-Universität Berlin. Er fiel mit 38 Jahren im Ersten Weltkrieg als Stabsarzt der Reserve im 1. Garde-Reserve-Regiment an der Ostfront.
Verheiratet war er mit Margarete Sofia Anna Henriette von Mikulicz, der dritten Tochter von Johann von Mikulicz. Ihr Sohn Hans-Felix Piper kam als Halbwaise zur Welt und wurde Ophthalmologe.
Piper schuf gemäß Seeger und Geletneky die Voraussetzung für die klinische Erfassung der Nervenleitfähigkeit und Muskelerregbarkeit.

## Schriften
- Die Entwicklung von Leber, Pankreas und Milz bei den Vertebraten. Speyer & Kaerner, Freiburg im Breisgau 1902 (Dissertation, Universität Freiburg im Breisgau, 1902).
- Untersuchungen über das elektromotorische Verhalten der Netzhaut bei Warmblütern. Veit, Leipzig 1905 (Habilitationsschrift, Universität Kiel, 1905).
- Elektrophysiologie menschlicher Muskeln. Springer, Berlin 1912, doi:10.1007/978-3-642-50944-5 (Digitalisat).